# Arib
Arib (în arabă عين التركى) este o comună din provincia Aïn Defla, Algeria.
Populația comunei este de 24.980 de locuitori (2008).